# Río Chiriaco
Der Río Chiriaco, oberhalb der Einmündung der Quebrada Changasa heißt der Fluss Río Imaza, ist ein etwa 185 km langer rechter Nebenfluss des Río Marañón im Norden von Peru in den Provinzen Chachapoyas, Bongará, Utcubamba und  Bagua innerhalb der Verwaltungsregion Amazonas.

## Flusslauf
Der Río Imaza entspringt in einem Höhenzug der peruanischen Zentralkordillere unweit des Gipfels Cerro de Campanario. Der 3600 m hoch gelegene Bergsee Laguna Siete Lagunas bildet den Ursprung des Flusses. Der Río Chiriaco durchfließt anfangs den Distrikt Granada in der Provinz Chachapoyas. Die ersten 10 Kilometer verläuft er in Richtung Südsüdwest. Anschließend wendet er sich in Richtung Nordnordwest und behält diese grobe Fließrichtung bis zu seiner Mündung bei. Bei Flusskilometer 138 liegt die Kleinstadt Jumbilla, Verwaltungssitz der Provinz Bongará, westlich des Flusslaufs. Bis Flusskilometer 110 durchfließt der Río Chiriaco ein breites Hochtal der zentralen Andenkette. Auf den unteren 110 Kilometern verläuft der Fluss hauptsächlich in engen Schluchten. Bei Flusskilometer 21 mündet die Quebrada Shushunga von links in den Río Chiriaco. Anschließend durchschneidet der Río Chiriaco einen Höhenrücken in nördlicher Richtung. 12 km oberhalb der Mündung liegt die Kleinstadt Chiriaco am linken Flussufer. 3 km weiter flussabwärts trifft der Río Tuntungos von rechts auf den Río Chiriaco. Dieser fließt auf den letzten Kilometern nach Westen. Bei der Siedlung Nazareth mündet der Río Chiriaco schließlich in den Río Marañón. Etwa 3 km oberhalb der Mündung überspannt die Straßenbrücke Puente Chiriaco, über welche die Nationalstraße 5NC führt, den Fluss.

## Einzugsgebiet
Das 3557 km² große Einzugsgebiet des Río Chiriaco erstreckt sich über einen östlichen Bereich der peruanischen Zentralkordillere südlich des Unterlaufs des Río Marañón. Es grenzt im Nordosten an das Einzugsgebiet des Río Nieva, im Südosten an das des Río Mayo sowie im Süden und Westen an das des Río Utcubamba.